# Ekibastuz
Ekibastuz (Kazachs: Екібастұз, Ekibastuz ; Russisch: Экибастуз; Ekibastoez) is een - met district gelijkgestelde - stad in het oosten van Kazachstan, 200 km ten oosten van de hoofdstad Nur-Sultan. Ten noorden van de stad bevindt zich de Elektriciteitscentrale GRES-2, een enorm industrieel complex met de hoogste industriële toren ter wereld. Het aantal inwoners in 2009 bedroeg 142.511, waarvan de helft Kazachen en 36 % Russen. Ook is er een voormalig GOeLAg-kamp gevestigd dat in de periode tussen 1920-1950 gebruikt werd. De stad heeft een volmaakte vierkante vorm en is gelegen in een leeg steppe-achtig gebied, niet heel ver van de Russische grens.